# Болевіцько
Болевіцько (пол. Bolewicko) — село в Польщі, у гміні Медзіхово Новотомиського повіту Великопольського воєводства.
Населення — 137 осіб (2011).
У 1975-1998 роках село належало до Гожовського воєводства.

## Демографія
Демографічна структура станом на 31 березня 2011 року:
|          | Загалом | Допрацездатний вік | Працездатний вік | Постпрацездатний вік |
| -------- | ------- | ------------------ | ---------------- | -------------------- |
| Чоловіки | 67      | 10                 | 52               | 5                    |
| Жінки    | 70      | 18                 | 44               | 8                    |
| Разом    | 137     | 28                 | 96               | 13                   |